# Keskisaari (ö i Norra Österbotten, Koillismaa)
Keskisaari är en ö i Finland. Den ligger i Ijo älv och i kommunen Taivalkoski i den ekonomiska regionen  Koillismaa ekonomiska region  och landskapet Norra Österbotten, i den nordöstra delen av landet, 600 km norr om huvudstaden Helsingfors. Öns area är 2,2 hektar och dess största längd är 260 meter i nord-sydlig riktning.